# Alpirsbach
Alpirsbach là một xã ở huyện Freudenstadt ở bang Baden-Württemberg thuộc nước Đức. Đô thị này có diện tích 64,55 km², dân số thời điểm 31 tháng 12 năm 2006 là 6.847 người. Đô thị này nằm gần Rừng Đen bên bờ sông Kinzig. Alpirsbach cách Freudenstadt 13 km về phía nam.